# Отрадовский сельсовет
Отрадовский сельсовет — муниципальное образование в Стерлитамакском районе Башкортостана.
Административный центр — село Новая Отрадовка.

## История
СССР
Будущий Отрадовский сельсовет образован как Ново-Ивановский (Новоивановский) сельский Совет депутатов и трудящихся в 1924 году, в целях улучшения обслуживания населения и руководства хозяйственно-культурным строительством и подчинялся администрации Стерлитамакского районного Совета.
В 1930-е годы на территории Ново-Ивановского сельского Совета Стерлитамакского района организованы колхозы: «Смычка» (дер. Михайловка), имени Ленина (дер. Отрадовка), «За пятилетку» (пос. Белоусовский), «Маяк» (дер. Ново-Ивановка), «Ашкадар» (дер. Ашкадар), «Байрак» (дер. Байрак), «Новое Русло» (дер. Новое Русло).
В 1942 году колхоз «За пятилетку» присоединен к колхозу имени Ленина, а в 1948 году бригада пос. Белоусовский была передана колхозу «Смычка».
В 1950-е годы колхоз «Байрак» влился в колхоз «Новое Русло», а колхоз имени Ленина в колхоз «Смычка».
В 1951 году четыре колхоза «Ашкадар», «Маяк», «Новое Русло», «Смычка» объединяются в один колхоз имени Маленкова. Центром колхоза становится деревня Ново-Ивановка.
Решением общего собрания колхозников в 1957 г. колхоз имени Маленкова переименовали в к-з «Россия» с зерноводческо-животноводческом направлением. Выращивали пшеницу, овес, рожь, просо, гречиху, картофель, подсолнечник, кукурузу, работала молочно-товарная ферма.
В 70-е годы на территории колхоза «Россия» располагались населенные пункты: дер. Отрадовка, д. Ашкадар, д. Новое Русло, д. Ново-Ивановка, д. Байрак. Действовали две рабочие бригады с центром в дер. Ново-Ивановка и в дер. Байрак.
В соответствии с приказом Министерства сельского хозяйства БАССР от 04.01.1981 г. за номером 4/1 "Об укреплении совхоза «Мариинский» Баштреста «Скоткорм» и на основании решения общего собрания членов колхоза «Россия» от 20.10.1980 г. колхоз «Россия» был включен в состав совхоза «Мариинский».
Совхоз базировался на откорме молодняка, обслуживая Стерлитамакский, Аургазинский, Гафурийский, Ишимбайский районы. Количество рабочих достигало 550 человек. Центром совхоза была дер. Отрадовка.

После распада СССР.
В 1992 г. решением Президиума Стерлитамакского райсовета № 5-45 от 29.04.1992 г. совхоз «Мариинский» был преобразован в акционерное общество «Мариинское» в составе которого были 3 отделения: Отрадовское, Казадаевское, Байракское. Средняя численность работающих в АО составляли 216 человек. На территории АО «Мариинское» находились Администрация Отрадовского сельского совета, 3 школы, 3 медпункта, дом быта, 2 сельских клуба.
Современное название сельсовета — с 25 февраля 1993 года (Указ Президиума ВС РБ от 25.02.93 N 6-2/59 «О переименовании Новоивановского сельсовета в Стерлитамакском районе»).
Согласно Закону о границах, статусе и административных центрах муниципальных образований в Республике Башкортостан имеет статус сельского поселения.
Председателями сельского Совета в разные годы были
- Белецкий Г. А.
- Кусакин Егор Панкратович
- Атнагулов Хамит Абдулхаликович
- Альхамов Биктимир Муртазович
- Сергеев Иван Дмитриевич
- Хмара Иван Никитович
- Гайдаренко Илья Иванович
- Мухамадеева Римма Низамовна
- Атнагулов Усман Галеевич
- Чупина Валентина Георгиевна
- Гизитдинов Рауф Гадилович
- Масагутов Рашид Мусиевич

## Население
| 2002  | 2009  | 2010  | 2012  | 2013  | 2014  | 2015  |
| ----- | ----- | ----- | ----- | ----- | ----- | ----- |
| 3183  | ↗4519 | ↗5585 | ↗6117 | ↗6802 | ↗7240 | ↗7787 |
| 2016  | 2017  | 2018  |       |       |       |       |
| ↗8238 | ↗9028 | ↗9907 |       |       |       |       |

## Состав сельского поселения
| № | Населённый пункт | Тип населённого пункта       | Население |
| - | ---------------- | ---------------------------- | --------- |
| 1 | Новая Отрадовка  | село, административный центр | ↗1242     |
| 2 | Загородный       | село                         | ↗2188     |
| 3 | Мариинский       | село                         | ↗8356     |
| 4 | Байрак           | деревня                      | ↘188      |
| 5 | Ашкадар          | деревня                      | ↘71       |

В начале 1960-х годов земли колхоза «Россия», прилегавшего к западным границам города Стерлитамака, отвели под строительство жилых микрорайонов. Под снос попали д. Михайловка и пос. Белоусовский и в 1965 году их исключили из учетных данных административно-территориального деления.
В 1979 г. прекратила свое существование дер. Ново-Ивановка, в 1983 г. в связи со строительством Стерлитамакского машиностроительного завода ликвидируется дер. Новое Русло. Официально Новое Русло упразднена в 1986 году.
В 2002 году официально упразднена деревня  Белоусовка.

## Транспорт
Расположен на юго-западе Стерлитамакского района. По территории сельсовета проходит Стерлибашевский тракт (село Отрадовка находится на левой стороне тракта относительно въезда в Стерлитамак).